# ارین سویینی
ارین سویینی (انگلیسی: Erin Sweeny) روان‌شناس اهل استرالیا است.
وی بیشتر برای دریافت جایزه ۱۰۰ زن بی‌بی‌سی بابت تلاش برای معالجه روانی مجرمان جنسی شناخته شده‌است.